# Аэропорт Парма имени Джузеппе Верди
Парма (итал. Aeroporto di Parma, (ИАТА: PMF, ИКАО: LIMP)) — международный аэропорт, расположенный в 2,4 километрах к северо-западу от города Пармы, в итальянском регионе Эмилия-Романья.
Носит имя итальянского композитора Джузеппе Верди, также известен как Аэропорт имени Джузеппе Верди или Аэропорт Парма имени Джузеппе Верди.

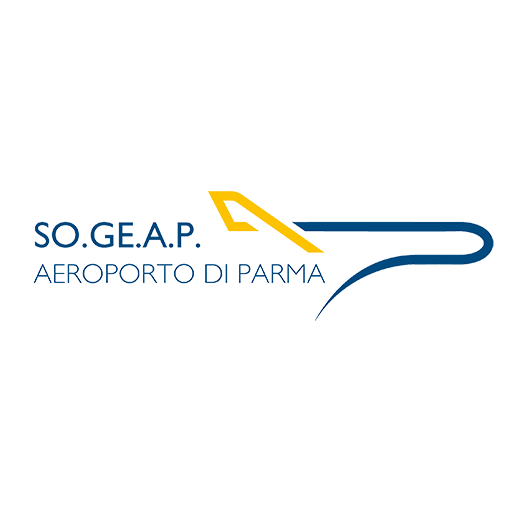
Логотип аэропорта Парма имени Джузеппе Верди

Был открыт 5 мая 1991 года.

## Авиакомпании и направления полётов
По состоянию на июль 2019 года из аэропорта Парма осуществляются следующие регулярные рейсы:
| Авиакомпания | Направления |
| ------------ | ----------- |
| FlyOne       | Кишинёв     |
| Ryanair      | Кальяри     |